# Future Combat Air System
Future Combat Air System (FCAS) (tiếng Pháp: Système de combat aérien du futur; SCAF; tiếng Tây Ban Nha: Futuro Sistema Aéreo de Combate; FSAC) là một hệ thống chiến đấu trên không châu Âu gồm các hệ thống đang được Dassault Aviation, Airbus, Indra Sistemas và Thales Group phát triển, dự định tốn khoảng 100 tỷ Euro. FCAS sẽ bao gồm hệ thống vũ khí thế hệ tiếp theo (NGWS) cũng như các sản phẩm không quân khác trong tác chiến không trung trong tương lai.  Các thành phần của NGWS sẽ là các máy bay không người lái cũng như máy bay chiến đấu thế hệ mới (New Generation Fighter: NGF) - máy bay chiến đấu phản lực thế hệ thứ sáu  sẽ thay thế các máy bay Rafales hiện tại của Pháp, Typhoons của Đức và EF-18 Hornets của Tây Ban Nha vào khoảng năm 2040.

Một chuyến bay thử nghiệm được dự kiến thực hiện vào khoảng năm 2027 và đưa vào sử dụng vào khoảng năm 2040.

## Nhà thầu
Dassault sẽ đóng vai trò là nhà thầu chính cho NGF, trong khi Airbus sẽ dẫn đầu việc phát triển các máy bay không người lái đi kèm và đám mây chiến đấu hỗ trợ của hệ thống rộng lớn hơn. Nó cũng sẽ có khả năng hoạt động trên tàu sân bay và sẽ cất cánh từ tàu sân bay tương lai của Hải quân Pháp. Safran Aircraft Engines sẽ là nhà thầu chính cho động cơ máy bay chiến đấu thế hệ tiếp theo, dẫn đầu về thiết kế và tích hợp động cơ, trong khi MTU Aero Engines, với tư cách là đối tác chính cho giai đoạn đầu tiên về nghiên cứu và công nghệ, sẽ dẫn đầu về dịch vụ động cơ.
Mỗi quốc gia đã chỉ định một điều phối viên công nghiệp quốc gia, Airbus cho Đức, Indra cho Tây Ban Nha và Dassault cho Pháp.

## Quá trình
Khái niệm FCAS được phát triển trong khuôn khổ Chương trình Tiếp thu Công nghệ Châu Âu ETAP bắt đầu vào năm 2001 với sự hợp tác giữa Đức, Pháp, Anh, Ý, Thụy Điển và Tây Ban Nha.
Khái niệm FCAS mới là cách tiếp cận Hệ thống của các Hệ thống (SoS) kết hợp các hệ thống có người lái và không người lái, máy bay chiến đấu và UCAV, để hoạt động hiệu quả hơn trong các tình huống dự kiến trong tương lai so với chỉ hoạt động với các hệ thống có người lái.
Vào năm 2017, Đức và Tây Ban Nha đã yêu cầu Airbus bắt đầu thực hiện đề xuất về một loại máy bay chiến đấu mới với tên gọi Hệ thống Không quân Chiến đấu Tương lai (FCAS).
Tại Triển lãm hàng không ILA Berlin 2018, Dassault Aviation và Airbus đã công bố thỏa thuận hợp tác phát triển FCAS.
Vào tháng 12 năm 2018, Bộ Quốc phòng Đức hoan nghênh việc Tây Ban Nha bày tỏ sự quan tâm đến chương trình.
Vào tháng 6 năm 2019, Tây Ban Nha đã tham gia chương trình.
Vào tháng 12 năm 2019, Safran và MTU Aero Engines đã đồng ý thành lập một liên doanh 50/50 vào cuối năm 2021 để quản lý các hoạt động phát triển, sản xuất và hỗ trợ sau bán hàng của động cơ mới cho NGF.
Vào ngày 12 tháng 2 năm 2020, giai đoạn đầu tiên (1A) của chương trình nghiên cứu và phát triển đã được phê duyệt bởi ủy ban ngân sách quốc hội Đức. Nó thiết lập phân phối công nghiệp của năm chương trình con đầu tiên.

## Phát triển

### Thử nghiệm ban đầu

#### Giai đoạn 1A - Hợp đồng khung ban đầu
Dassault, Airbus, cùng với các đối tác MTU Aero Engines, Safran, MBDA và Thales, đã được trao hợp đồng khung ban đầu để khởi động giai đoạn thử nghiệm. Bắt đầu từ tháng 2 năm 2020, dự kiến sẽ kéo dài khoảng thời gian 18 tháng nghiên cứu và phát triển. Mặc dù nó đã giao các vai trò khác nhau cho các công ty được đề cập ở trên, nhưng Tây Ban Nha đã bị bỏ rơi:
- Máy bay chiến đấu thế hệ tiếp theo (NGF), với Dassault Aviation là nhà thầu chính và Airbus là đối tác chính
- Hệ thống không người lái Remote Carrier (RC) với Airbus là nhà thầu chính và MBDA là đối tác chính
- Combat Cloud (CC) với Airbus là nhà thầu chính và Thales là đối tác chính
- Động cơ với Safran và MTU Aero Engines là đối tác chính

#### Giai đoạn 1B
Các nhà cung cấp bổ sung sẽ được tham gia. Dự định sẽ tốn khoảng 3,6 tỷ Euro, phí tổn sẽ chia đều ra cho 3 nước.

#### Giai đoạn 2
Bắt đầu khoảng 2025. Máy bay biểu diễn dự định được hoàn thành 2027/28.